# Vic Beasley
Pour les articles homonymes, voir Beasley.
(en) Statistiques sur pro-football-reference
Victor « Vic » Beasley Jr., né le 8 juillet 1992 à Adairsville, est un joueur américain de football américain évoluant au poste de linebacker. 
Il est sélectionné à la 8e place de la draft 2015 de la National Football League par les Falcons d'Atlanta. Il joue le Super Bowl LI contre les Patriots de la Nouvelle-Angleterre et s'incline dans la première prolongation dans un Super Bowl. En mars 2020, il rejoint les Titans du Tennessee.

## Biographie

### Carrière universitaire
Vic Beasley joue pour les Tigers de Clemson de 2011 à 2014.

### Carrière professionnelle
Sélectionné en huitième position lors de la draft 2015 de la NFL par les Falcons d'Atlanta, Vic Beasley est le défenseur en provenance de Clemson sélectionné le plus haut dans la draft depuis la sélection de Gaines Adams par les Buccaneers de Tampa Bay en 2007. Il signe son contrat avec les Falcons le 12 juin 2015. Lors de la deuxième saison de compétition de la saison 2015, il enregistre son premier sack en carrière contre Eli Manning, le quarterback des Giants de New York. Dans les dernières minutes de la rencontre contre les Panthers de la Caroline de Cam Newton, alors invaincus en semaine 16, Beasley réalise un plaquage sur Newton lui faisant mettre le ballon et sécurisant la victoire des Falcons sur le score de 20 à 13.
Au début de la saison 2016, Beasley change de position de defensive end à linebacker. Contre les Broncos de Denver, il réalise une rencontre avec une forte activité avec huit plaquages, 3,5 sack, et deux fumbles provoqués. Il est sélectionné au Pro Bowl à la fin de la saison et dans la meilleure équipe-type de la ligue. Il termine avec le plus grand nombre de sacks de la NFL avec 15,5. Il s'incline avec les Falcons lors du Super Bowl LI.
Le 17 mars 2020, Beasley signe un contrat d'un an, d'une valeur de 12 millions de dollars dont 9,5 millions garantis, avec les Titans du Tennessee. Il arrive au camp d'entraînement des Titans dix jours en retard et reçoit par conséquent une amende de 500 000 dollars par l'équipe. Après cinq matchs où il ne réalise que trois plaquages et aucun sack, il est libéré par les Titans le 3 novembre.